# Єврей Зюсс (фільм, 1934)
«Єврей Зюсс» (англ. Jew Süss) — британський історичний фільм 1934 року режисера Лотара Мендеза, знятий за однойменним романом Ліона Фейхтвангера.

## Синопсис
Події у фільмі відбуваються у 1730 році у Вюртемберзі. Карл Александр, герцог Вюртемберга, запросив Йозефа Зюсса Оппенгеймера на посаду свого фінансового радника. Герцог використовує заповзятливого єврея у своїх цілях, а Зюсс, отримавши владу, стає пожадливим і ненаситним. Він мріє про місце першого міністра і про дворянський титул, перешкодою до якого є його єврейське походження. Через ненависть і неуцтво Зюсса починаються єврейські погроми. Євреї просять Зюсса допомогти і врятувати їх общину, але той відмовляється, намагаючись зберегти нейтралітет в такій складній ситуації.
Події відбуваються на тлі непростих стосунків Зюсса з донькою герцога і його одноплемінниками, а також на тлі політичних інтриг. Через нестерпні домагання з боку герцога, якому служить Зюсс, його донька Наомі покінчує життя самогубством. Зюсс виношує план помсти, але герцог несподівано помирає від удару, причиною якого є, крім іншого, і хитромудра інтрига Зюсса. Його ув'язнюють, а згодом засуджують і публічно страчують.

## В ролях
| Актор            |   | Роль                               |
| ---------------- | - | ---------------------------------- |
| Конрад Фейдт     | • | Зюсс Оппенгеймер                   |
| Беніта Г'юм      | • | Марія Августа                      |
| Фрэнк Воспер     | • | Карл Александр, герцог Вюртемберга |
| Седрік Гардвік   | • | равин Габріель                     |
| Джералд Ду Мор'є | • | Вейссенсі                          |
| Пол Грец         | • | Ландауер                           |
| Памела Мейсон    | • | Наомі Оппенгеймер                  |

## Факти
- У нацистській Німеччині фільм був сприйнято як «проєврейський», а тому було прийнято рішення зробити діаметрально протилежну за настрлєм стрічку. Фільм було поставлено режисером Файтом Харланом у 1940[1].